# Фањигола-Панигај (Порденоне)
Фањигола-Панигај је насеље у Италији у округу Порденоне, региону Фурланија-Јулијска крајина.
Према процени из 2011. у насељу је живело 30 становника. Насеље се налази на надморској висини од 9 м.